# Major League Rugby
La Major League Rugby (MLR), en español Liga Mayor de Rugby es la liga más importante y competencia principal de rugby profesional en América del Norte.
Hasta 2025 once equipos de los Estados Unidos la disputan, anteriormente participó un equipo de Canadá.
La liga se fundó en 2017 con siete franquicias, el apoyo de la comunidad del rugby estadounidense y financiación de inversores privados.

## Historia
Es el segundo intento de Estados Unidos por consolidar una competencia profesional, luego de la fallida PRO Rugby.

### Fundación y primeras temporadas
En su temporada inaugural, se inicia en abril de 2018 hasta julio, contó con la participación de 7 equipos: Austin Elite, Glendale Raptors, Houston SaberCats, New Orleans Gold, San Diego Legion, Seattle Seawolves y Utah Warriors.
En el partido final, jugado el 7 de julio de 2018 en el Estadio Torero de San Diego, California, Seattle Seawolves vence 23 a 19 al conjunto de Glendale Raptors.
En la edición 2019 se incorporaron 2 equipos: el Rugby United New York y los canadienses de Toronto Arrows. Se produjo un cambio de nombre: Austin Elite fue renombrado como Austin Herd.
En la Copa Mundial de Rugby de 2019, 31 jugadores de la liga fueron convocados por las selecciones participantes del campeonato, once por la selección de Estados Unidos, diez por parte de Canadá, nueve de Uruguay y uno de Tonga.

### Años 2020
En la temporada 2020 se sumaron 3 nuevos equipos a la competición: los New England Free Jacks de Massachusetts, el Rugby ATL de Georgia y la Old Glory DC de Washington D. C. llegando a doce franquicias. Se produjo un cambio de nombre: Austin Herd fue renombrado como Austin Gilgronis.
La edición de 2020, fue cancelada debido a la pandemia de COVID-19.
Para la edición 2021 se incorporaron dos franquicias: los Dallas Jackals como la tercera de Texas y Los Ángeles Giltinis como la segunda de California, llegando a trece. La conferencia oeste se convierte en la más numerosa (7).
En octubre de 2022 se anunció que los equipos Los Ángeles Giltinis y Austin Gilgronis fueron excluidos de la competencia.
En la temporada 2024 ingresó el equipo Miami Sharks.

## Equipos
Originalmente fueron 7 y actualmente hay 11 equipos. Siguiendo el ejemplo de las otras ligas estadounidenses más tradicionales e importantes como la Major League Baseball (MLB), la Major League Soccer (MLS) y la National Basketball Association (NBA), la MLR permite la participación de equipos profesionales de Canadá, ítem en el que sólo la National Football League (NFL) tiene la excepción de la regla.
En la temporada 2020 se implementó el sistema de conferencias, se dividen en dos: Este y Oeste, con seis y siete franquicias respectivamente. Los siguientes son los participantes de la temporada 2026:
| Franquicia             | Ciudad           | Estado             | Unión | Estadio                          | Cabida |
| ---------------------- | ---------------- | ------------------ | ----- | -------------------------------- | ------ |
| Houston SaberCats      | Houston          | Texas              | 2018  | Aveva Stadium                    | 4.000  |
| Seattle Seawolves      | Seattle          | Washington         | 2018  | Starfire Sports                  | 4.500  |
| Utah Warriors          | Salt Lake City   | Utah               | 2018  | Estadio Zions Bank               | 5.000  |
| Old Glory DC           | Washington D. C. | —                  | 2020  | Estadio Cardenal                 | 3.500  |
| New England Free Jacks | Weymouth         | Massachusetts      | 2020  | Union Point Sports Complex       | 2.000  |
| Chicago Hounds         | Chicago          | Illinois           | 2023  | SeatGeek Stadium                 | 20.000 |
| Miami Sharks           | Fort Lauderdale  | Florida            | 2024  | AutoNation Sports Field          | 5.000  |
| Anthem Rugby Carolina  | Charlotte        | Carolina del Norte | 2024  | American Legion Memorial Stadium | 10.500 |
| California Legion      |                  | California         | 2026  |                                  |        |

### Equipos desaparecidos
Los Colorado Raptors fueron un equipo fundador, tenían su sede en Glendale (Colorado) y lograron el subcampeonato en 2018. En abril de 2020 anunciaron su extinción mediante una carta publicada en su sitio web, querían finalizar la temporada pero la pandemia de COVID-19 no lo permitió.
Los Angeles Giltinis y Austin Gilgronis fueron excluidos a finales de la temporada 2022.
Rugby ATL finalizada la temporada 2023, decidió mudarse al estado de California formando el nuevo equipo Rugby Football Club Los Angeles.
Rugby New York y Toronto Arrows declinaron su participación en la temporada 2024 por razones económicas. 
En septiembre de 2024, Dallas Jackals indicó que no participará en la temporada 2025.
Al finalizar la temporada 2025, New Orleans Gold indico que no participaria en la temporada 2026.
En julio de 2025 se informó que San Diego Legion y R.F.C. Los Angeles se fusionan para formar el nuevo equipo The California Legion.
En agosto de 2025, Miami Sharks indico que no participaría en la temporada 2026.

### Futuras expansiones
En diciembre de 2019 se reveló que la tarifa de expansión estaba fijada en US$4.000.000 para el ingreso.

## Formato de competencia
La temporada comienza en febrero, inmediatamente después del Super Bowl de la NFL y termina en junio. El campeonato se divide en dos partes: la temporada regular, donde juegan los 12 equipos divididos en 2 conferencias: Conferencia Este y Conferencia Oeste, y los playoffs: cuyo partido final decide el campeón de la temporada.

## Campeones

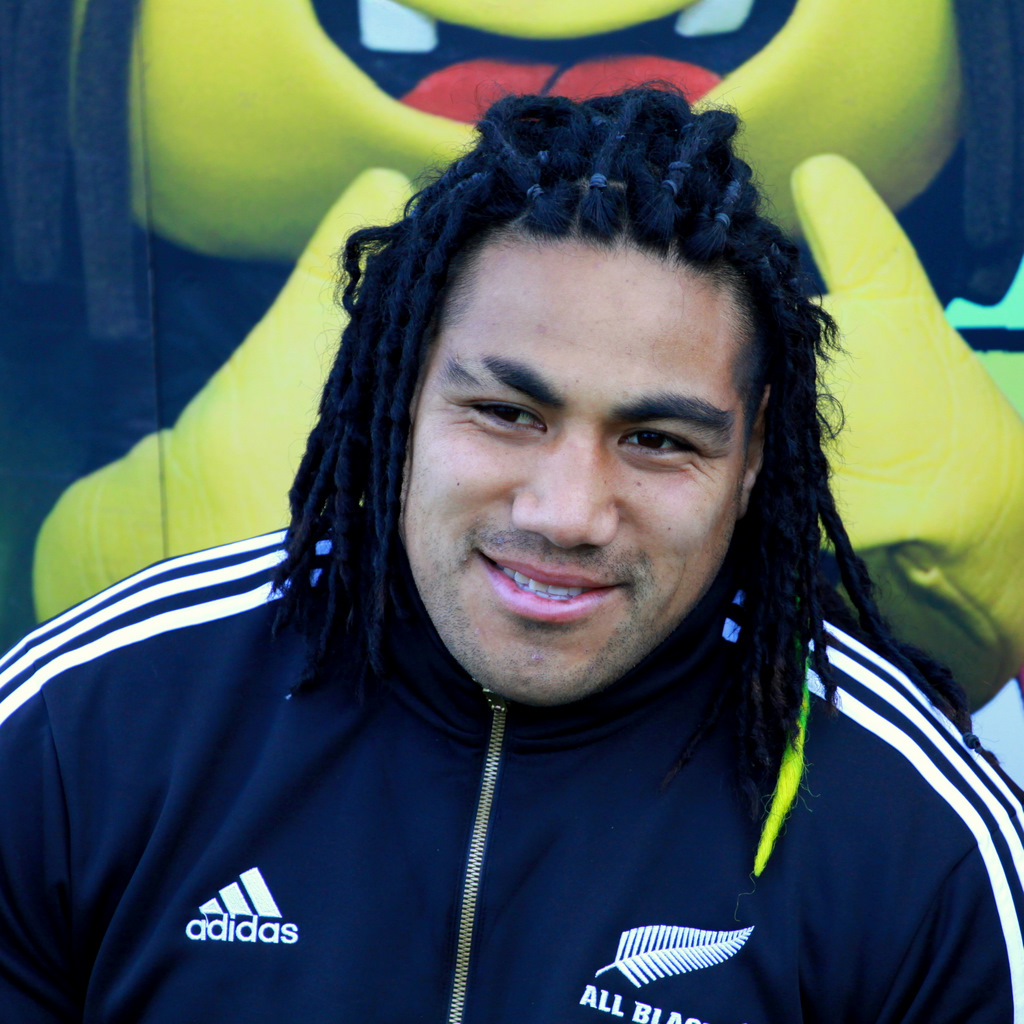
El doble campeón del mundo Ma'a Nonu, jugó en San Diego Legion.

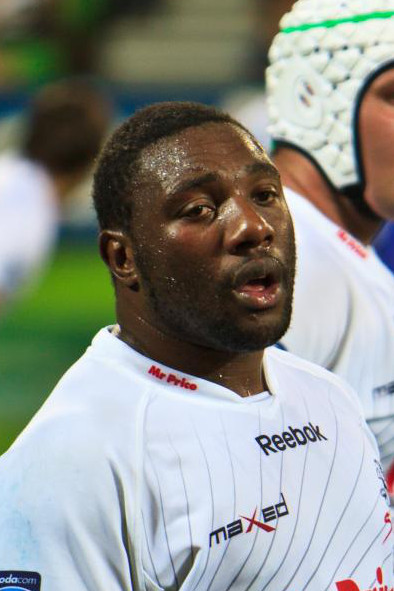
El campeón del mundo Tendai Mtawarira, jugó en la Old Glory DC.

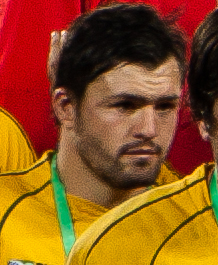
El subcampeón del mundo Adam Ashley-Cooper, jugó en Austin.

| Temporada     | Participantes | Campeón                            | Resultado                          | Subcampeón                         |                                    |
| ------------- | ------------- | ---------------------------------- | ---------------------------------- | ---------------------------------- | ---------------------------------- |
| I MLR 2018    | 7             | Seattle Seawolves                  | 23 – 19                            | Colorado Raptors                   |                                    |
| II MLR 2019   | 9             | Seattle Seawolves                  | 26 – 23                            | San Diego Legion                   |                                    |
| III MLR 2020  | 12            | Cancelada por pandemia de COVID-19 | Cancelada por pandemia de COVID-19 | Cancelada por pandemia de COVID-19 | Cancelada por pandemia de COVID-19 |
| IV MLR 2021   | 12            | Los Ángeles Giltinis               | 31 – 17                            | Rugby ATL                          |                                    |
| V MLR 2022    | 13            | Rugby New York                     | 30 – 15                            | Seattle Seawolves                  |                                    |
| VI MLR 2023   | 12            | New England Free Jacks             | 25 – 24                            | San Diego Legion                   |                                    |
| VII MLR 2024  | 12            | New England Free Jacks             | 20 – 11                            | Seattle Seawolves                  |                                    |
| VIII MLR 2025 | 11            | New England Free Jacks             | 28 – 22                            | Houston SaberCats                  |                                    |
| IX MLR 2026   | 9             | A disputarse                       | A disputarse                       | A disputarse                       | A disputarse                       |

### Títulos por franquicia
- Número de veces que los equipos ocuparon las primeras posiciones en todas las ediciones.

| Equipo                 | Campeón | 2º puesto |
| ---------------------- | ------- | --------- |
| New England Free Jacks | 3       |           |
| Seattle Seawolves      | 2       | 2         |
| Los Ángeles Giltinis   | 1       |           |
| Rugby New York         | 1       |           |
| San Diego Legion       |         | 2         |
| Glendale Raptors       |         | 1         |
| RFC Los Angeles        |         | 1         |
| Houston SaberCats      |         | 1         |